# Международный конкурс пианистов имени Эстер-Хоненс (Канада)
Международный конкурс пианистов имени Эстер-Хоненс (англ. The Honens International Piano Competition) — международный конкурс академических пианистов, проходящий каждые три года начиная с 1992 г. в канадском городе Калгари. Обладатель главного приза получает, помимо денежного вознаграждения, доступ к программе карьерного роста, включающей в себя участие в концертах и записях, проживание в Банфском центре и др. мероприятия.  

## Лауреаты
Вплоть до 2009 года конкурс предполагал несколько лауреатских мест (от трёх до пяти). Начиная с 2012 года количество лауреатов сократилось до одного.
1992 г.
- Йи Ву, Аргентина/Китай
- Кшиштоф Яблонски, Польша
- Жан-Эффлам Бавузе, Франция
- Сергей Бабаян, Армения
- Дмитрий Нестеров, Россия

1996 г.
- Максим Филиппов, Россия
- Альберт Тиу, Филиппины
- Юджин Ватанабэ, США

2000 г.
- Кэтрин Чи, Канада
- Марко Мартин, Эстония
- Алессандра Мария Аммара, Италия

2003 г.
- Сян Цзоу, Китай
- Уинстон Чой, Канада
- Роберто Плано, Италия

2006 г.
- Минсу Сон, Южная Корея
- Хинрих Альперс, Германия
- Хун Сюй, Китай

2009 г.
- Георгий Чаидзе, Россия
- Евгений Стародубцев, Россия
- Жиль Вонзатель, Швейцария

2012 г.
- Павел Колесников, Россия

2015 г.
- Лука Буратто, Италия

2018 г.
- Николас Наморадзе, Грузия

2021 г.
Конкурс Хоненс-2021 был перенесен на 2022 год из-за пандемии COVID-19. 
2022 г.
- Илья Овчаренко, Украина [5]